# Субачево (озеро)
Субачево — озеро в Невельском районе Псковской области.

## Описание
Площадь — 0,24 км². Максимальная глубина — 7 м, средняя глубина — 3,4 м. Площадь водосбора 0,8 км².
Дно у озера илисто-песчаное. Зарастает умеренно. Озеро глухое.
Тип озера плотвично-окунёвый. В озере обитают рыбы: лещ, плотва, окунь, щука, густера, краснопёрка, карась, линь, вьюн.
Озеро расположено в южном направлении от озера Кошелевское.
На юго-западном берегу расположена деревня Балаши. С северо-восточной стороны к озеру примыкает урочище Субачево (ранее деревня Субачево).

## Водный реестр
По данным государственного водного реестра России относится к Балтийскому бассейновому округу, водохозяйственный участок реки — Ловать и Пола, речной подбассейн реки — Волхов. Относится к речному бассейну реки Нева (включая бассейны рек Онежского и Ладожского озера).
Код объекта в государственном водном реестре — 01040200311102000023170.